# Rudolf Christian Ziesenhenne
Rudolf Christian Ziesenhenne (* 15. Februar 1911 in Chicago, Illinois; † 19. Oktober 2005) war ein US-amerikanischer Amateurbotaniker und Gärtnereibesitzer. Sein offizielles botanisches Autorenkürzel lautet „Ziesenh.“  

## Leben und Wirken
1933 heiratete er Margaret B., geborene Selover, in Santa Barbara, Kalifornien. Aus der Ehe gingen zwei Söhne hervor. Ziesenhenne spezialisierte sich auf die Pflanzengattung der Begonien (Begonia).
Ziesenhenne starb am 19. Oktober 2005. Sein Grab befindet sich auf dem Santa Ana Cemetery.